# 클로이 플라워
클로이 플라워(Chloe Flower, 1985년 8월 6일 ~ )는 미국의 작곡가, 작가, 프로듀서, 클래식 피아노 연주자이다.

## 음반 목록
- Chloe Flower (2021)